# Ozicrypta wrightae
Ozicrypta wrightae là một loài nhện trong họ Barychelidae. Loài này phân bố ờ Queensland.